# 台湾姬蕨
台湾姬蕨（学名：Hypolepis alte-gracillima）为姬蕨科姬蕨属下的一个种。

## 扩展阅读
維基物種上的相關：台湾姬蕨